# 92 (число)
92 (девяносто два) — натуральное число, расположенное между числами 91 и 93.

## Математика
- 92 — чётное двузначное число
- 92 — недостаточное число
- 92 — злое число
- 92 — сфеническое число
- Составное число
- Плоское число

92 — восьмое пятиугольное число. Его сумма с числом, полученным из него переворачиванием — квадратное число:
{\displaystyle 92+29=121=11^{2}.}
На шахматной доске 8 × 8 можно расставить 8 не бьющих друг друга ферзей 92 способами. Если условиться не различать решения, отличающиеся друг от друга поворотом или отражением доски, то существует 12 способов расстановки 8 ферзей на доске 8 × 8 и 92 способа расстановки десяти ферзей на доске 10 × 10.

## Календарь
Числа, связанные с григорианским календарём: 4, 7, 14, 28, 29, 30, 31, 52, 90, 91, 92, 97, 100, 365, 366, 400
В России календарные весна и лето длятся по 92 дня (2208 часов, 132 480 минут, 7 948 800 секунд).
До XVIII века в России календарное лето продолжалось от праздника Рождества Иоанна Предтечи (24 июня, см. Иван Купала), до праздника Зачатия Иоанна Предтечи — до 23 сентября. Весна отсчитывалась от Благовещения 25 марта до Рождества Иоанна Предтечи 24 июня.
В каждом времени года считалось по 91 дню и по полчетверти часа.

## Нумерология
Гематрия
- др.-евр. אלוהים‬ — Элохим (Бог)

Абджадия
- араб. محمد‎ — Мухаммад

## Коды и номера
- 92 день года — 2 апреля
- 92 год; 92 год до н. э..
- 92 глава Библии — «О жертвоприношении хлеба». (Лев. 2).
- 92 сура Корана — «Ночь» (Сура Аль-Лайл).
- Атомный номер урана
- ASCII-код символа «\»
- 92-я статья Конституции РФ (ныне актуальна) устанавливает время исполнения Президентом Российской Федерации его полномочий

## В других областях
- в плане счетов по бух. учёту 92 — «Долгосрочные кредиты банков».
- автомобильный бензин с октановым числом 92.
- 92 — песня украинской рок-группы «Валентин Стрыкало»